# Czetin Kazak
Czetin Kazak, bułg. Четин Казак (ur. 29 lipca 1972 w Tyrgowiszte) – bułgarski polityk i prawnik tureckiego pochodzenia, deputowany do Zgromadzenia Narodowego, europoseł VI kadencji (2007). Brat bliźniak Metina Kazaka.

## Życiorys
Uzyskał magisterium z prawa międzynarodowego i europejskiego na Uniwersytecie Burgundzkim w Dijon. Po powrocie do Bułgarii pracował w prywatnych przedsiębiorstwach.
W 2001, 2005, 2009, 2013 i 2014 wybierany z ramienia tureckiego Ruchu na rzecz Praw i Wolności w skład Zgromadzenia Narodowego 39., 40., 41., 42. i 43. kadencji. Po wejściu Bułgarii do Unii Europejskiej, od 1 stycznia do 5 czerwca 2007, zasiadał w Parlamencie Europejskim.